# Ligne de Bricon à Châtillon-sur-Seine
La ligne de Bricon à Châtillon-sur-Seine est une ligne secondaire de chemin de fer française qui relie la gare de Bricon (près de Chaumont dans la Haute-Marne) à celle de Châtillon-sur-Seine en Côte-d'Or.
Elle constitue la ligne 840 000 du réseau ferré national.

## Histoire
Cette ligne a été déclarée d'utilité publique par un décret du 14 juin 1861. Elle a été concédée à la Compagnie des chemins de fer de l'Est par une convention signée le 1er mai 1863 entre le ministre des Travaux Publics et la compagnie. Cette convention est approuvée par décret impérial le 11 juin 1863.
Elle a été mise en service le 1er septembre 1866 par la même compagnie.
Durant la guerre franco-allemande de 1870, la ligne est contrôlée par l'armée prussienne qui dispose notamment de garnisons à Châteauvillain et Veuxhaulles (lire Siège de Langres).
Selon le Chaix des  chemins de fer de l’Est d’août 1920, on compte 4 trains par jour (2 allers  - 2 retours). Le trajet de 56 km entre Chaumont et Châtillon-sur-Seine se fait au mieux en 1h25.  
Le 18 avril 1939, la ligne est fermée aux voyageurs. Elle est toutefois rouverte du 2 septembre au 30 novembre 1939 et du 10 juin au 4 novembre 1940 et reste ouverte au service des marchandises. Elle est réduite à une voie unique en 1942.
En 2013, la section de Châtillon-sur-Seine à Brion-sur-Ource est rénovée par Réseau ferré de France, notamment pour desservir les silos du groupe Soufflet, en limite d'exploitation et ceux de la coopérative 110 Bourgogne sur la commune de Prusly-sur-Ource, conjointement aux travaux engagés sur la ligne de Nuits-sous-Ravières à Châtillon-sur-Seine.
En 2015, la ligne est fermée à la circulation au delà de la gare de Veuxhaules en direction de Châtillon-sur-Seine.

## Infrastructure
Jusqu'en 1942 la ligne dispose d'une double voie à écartement standard de 1 435 mm. Elle est mise à voie unique depuis cette date.

## Exploitation

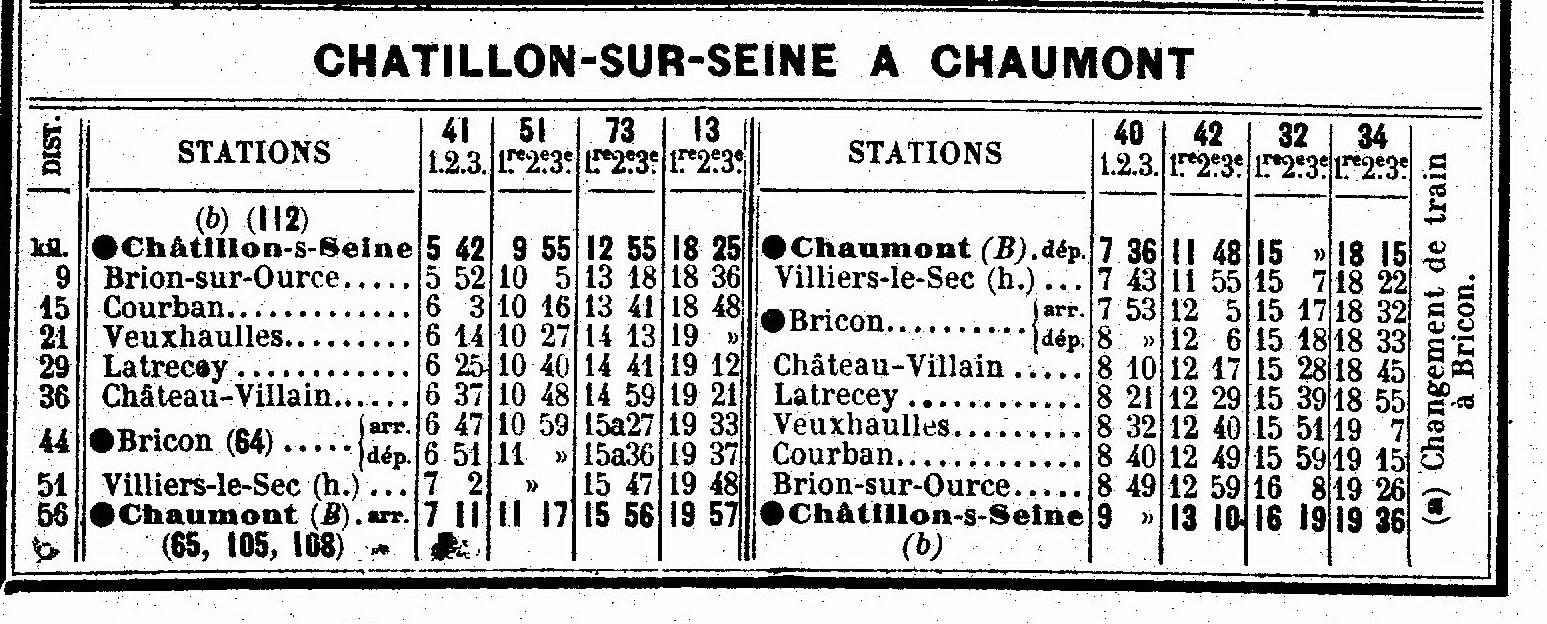
Horaires de la ligne en mai 1914.

La ligne est exploitée pour des marchandises (transport de céréales, d'hydrocarbures et de produits métallurgiques).
L'association Rail 52 étudie l'ouverture d'un chemin de fer touristique sur le tronçon Châteauvillain – Veuxhaulles. Depuis l'été 2019, et pour cet objectif, l'association est locataire de la gare de Veuxhaulles dont les plaques ont été symboliquement reposées.

### Galerie

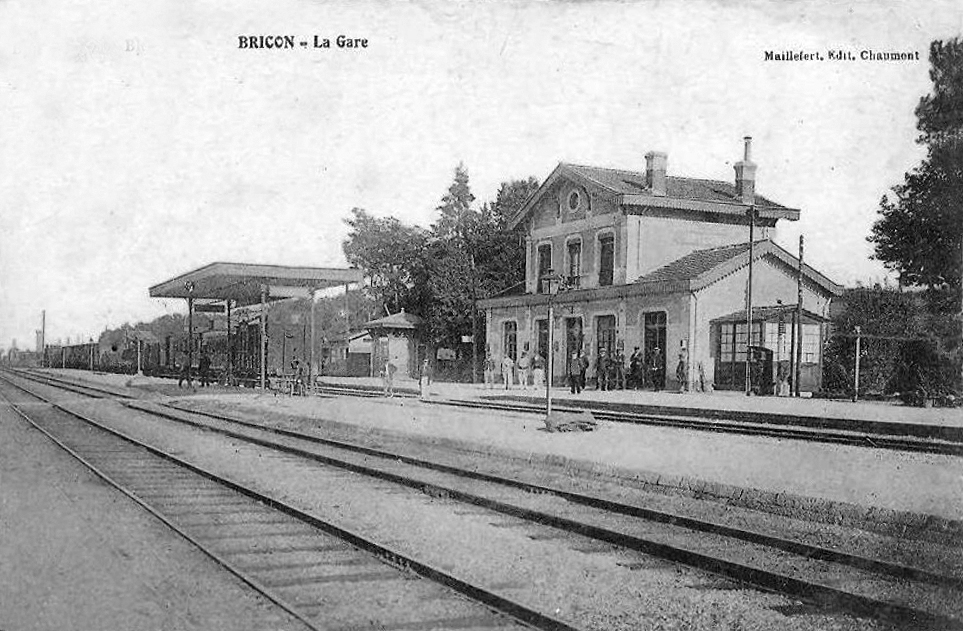
Gare de Bricon
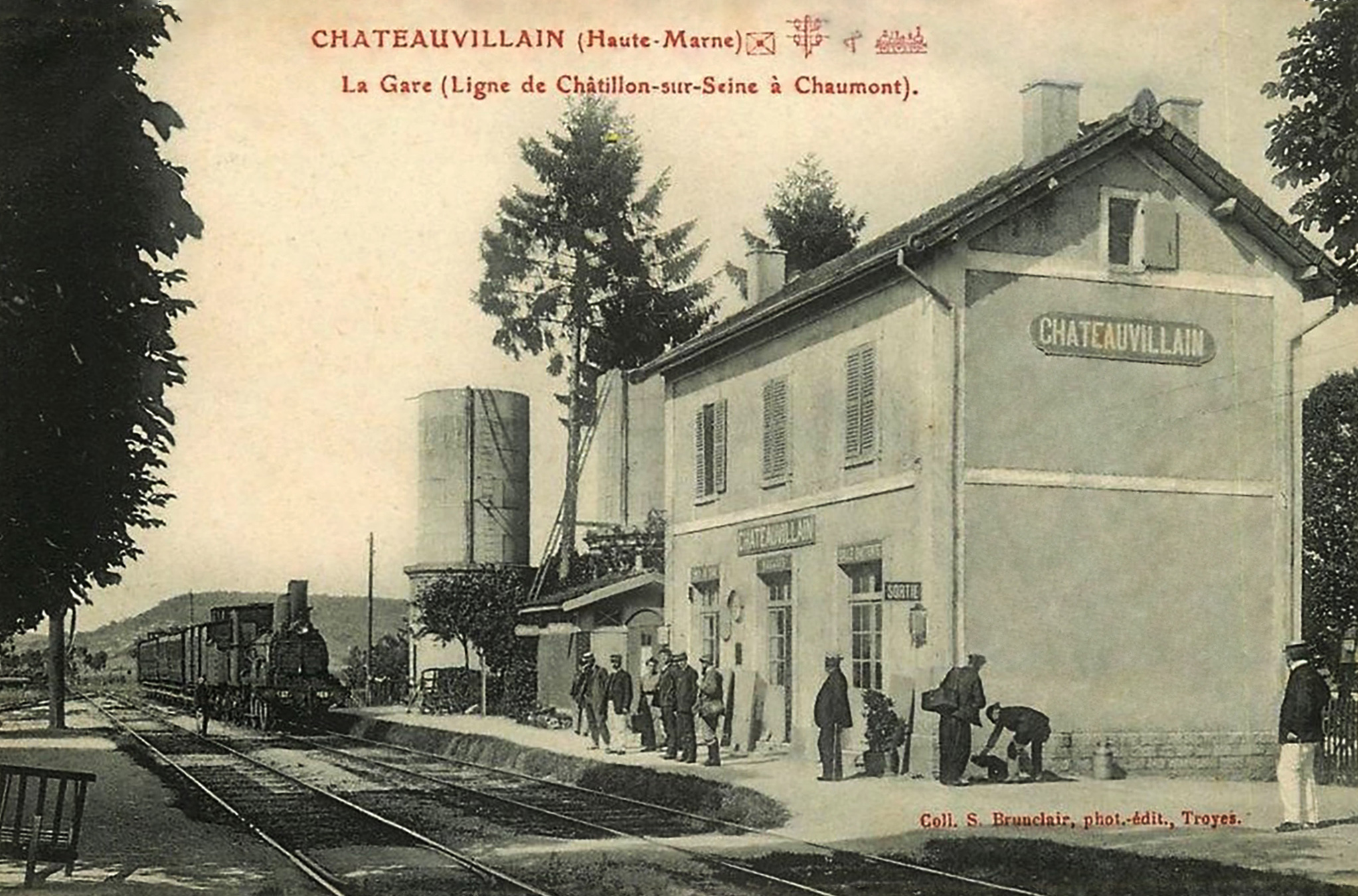
Gare de Châteauvillain vers 1910.
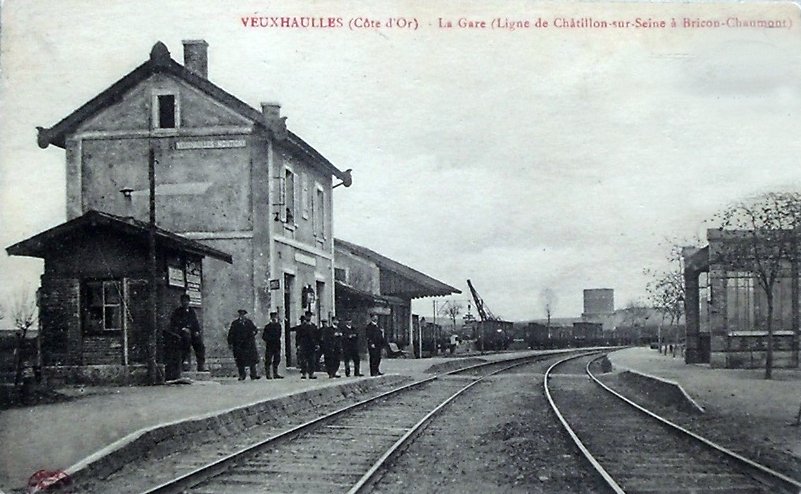
Gare de Veuxhaulles vers 1920
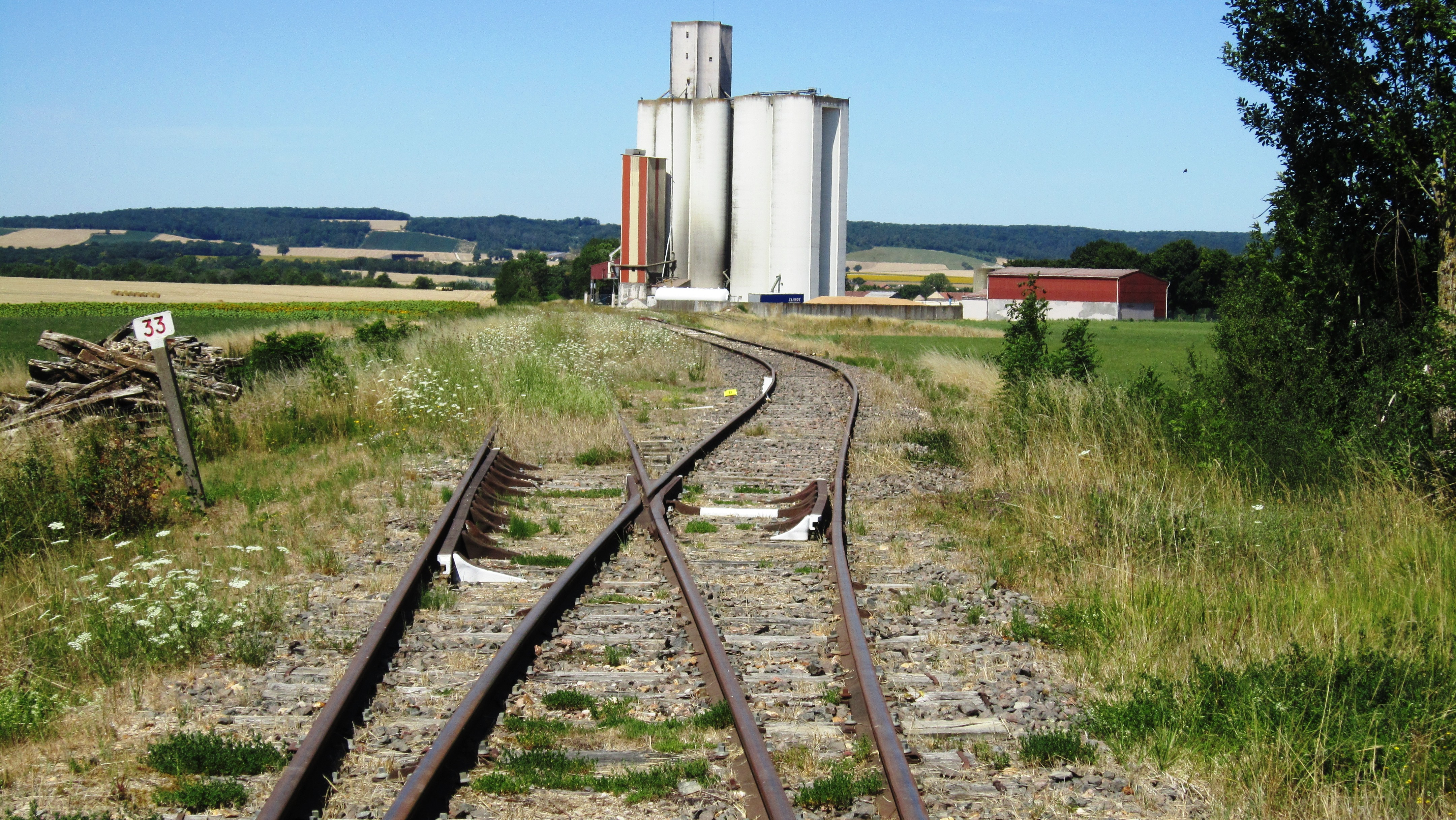
Installation terminale du Groupe Soufflet à Brion-sur-Ource.
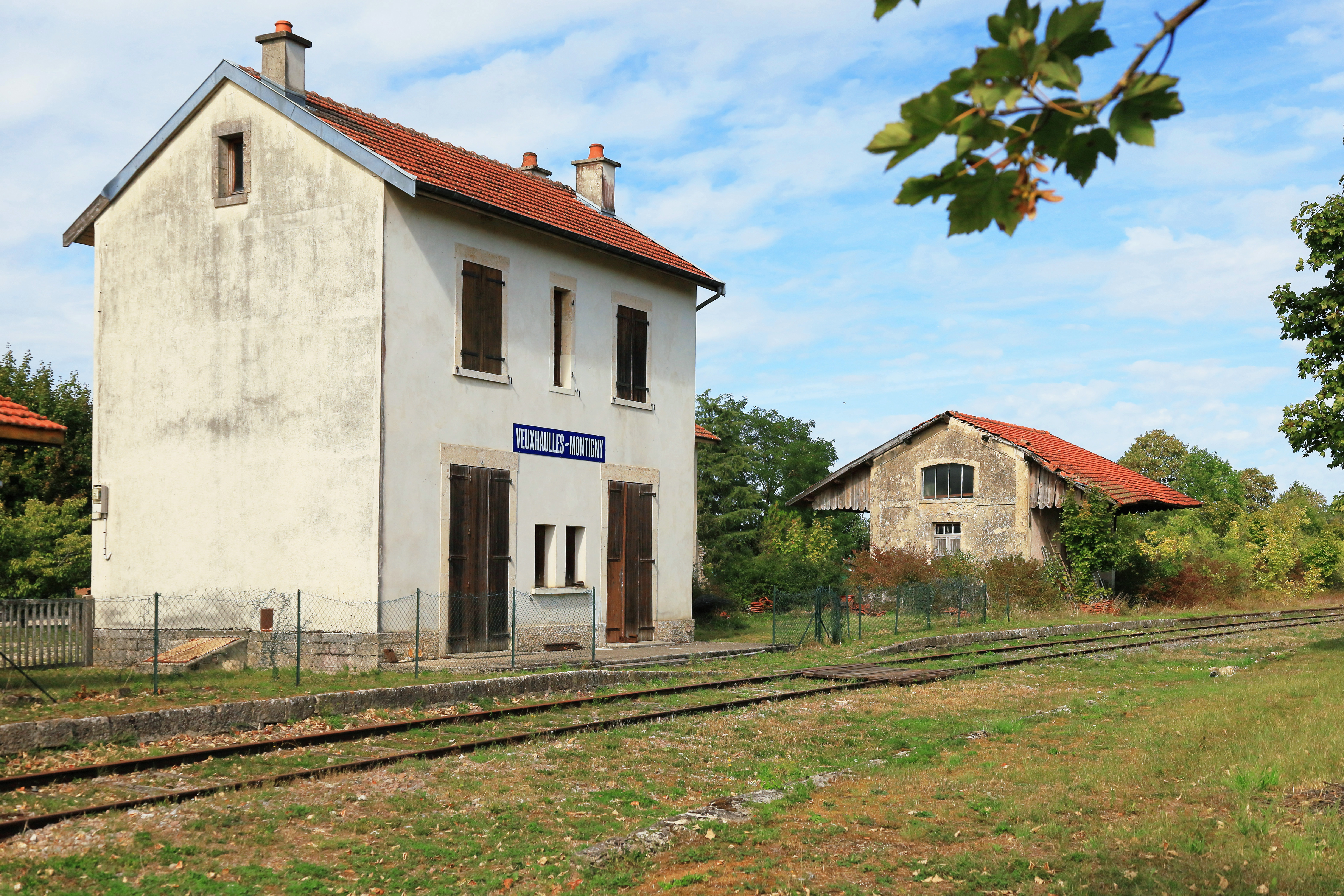
La gare de Veuxhaulles, épicentre du projet ferroviaire de Rail 52.
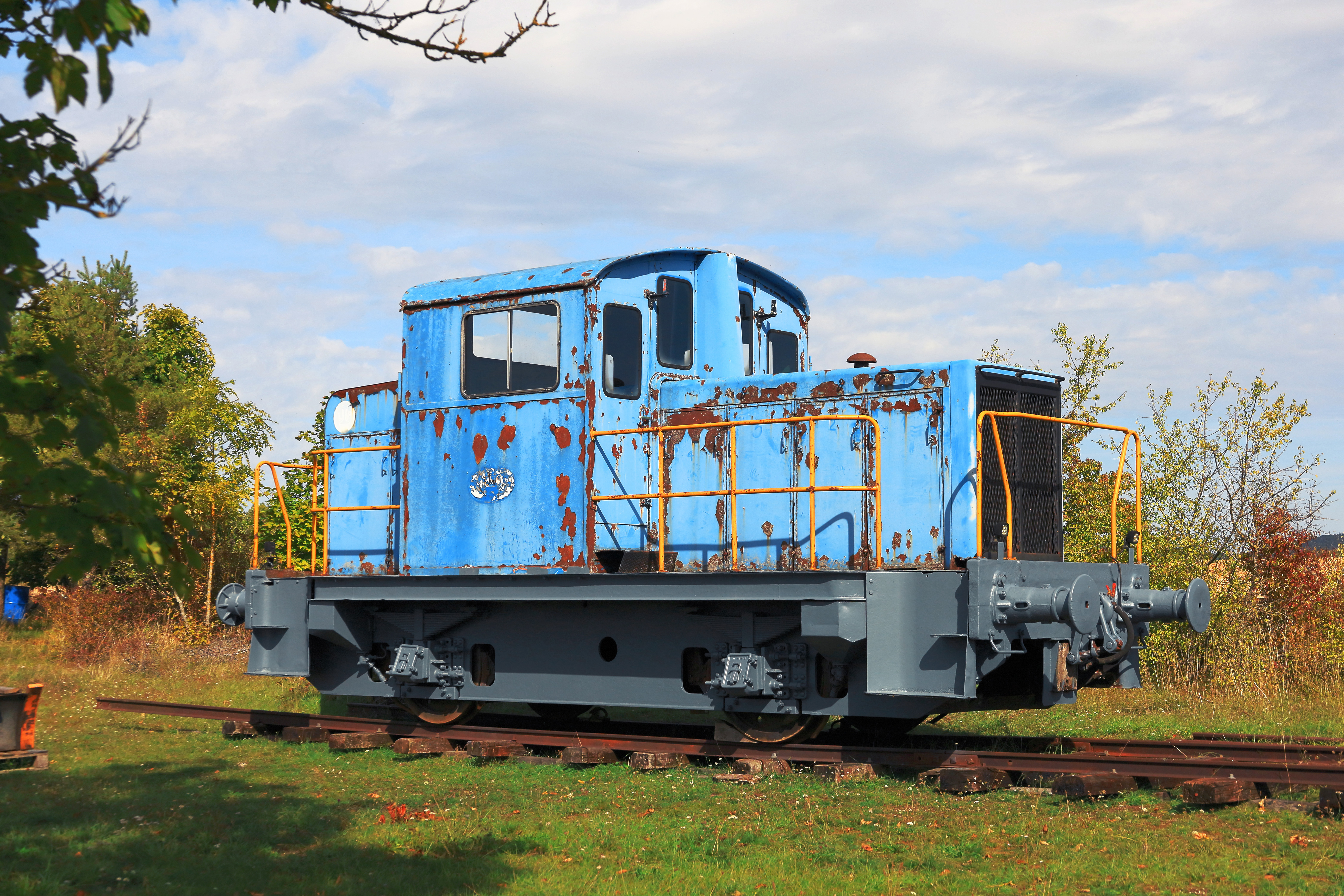
Le locotracteur Y 6200 de Rail 52 en gare de Veuxhaulles.